# Grandeza conjugada
Em Física, grandeza conjugada é uma grandeza física atrelada a outra grandeza de forma que a precisão da medida de uma delas mostra-se extremamente dependente da precisão (do desvio padrão) com que se conhece a outra grandeza. Diz-se que uma delas é conjugada à outra.
Grandezas que são duais frente à transformada de Fourier, ou de forma mais geral, relacionadas pela dualidade de Pontryagin, são grandezas conjugadas. 
A relação de dualidade leva naturalmente a uma relação de incerteza para as grandezas conjugadas.
Grandezas conjugadas são em Mecânica Quântica relacionadas pelo Princípio da Incerteza de Heisenberg .
Grandezas físicas relacionadas pelo Teorema de Noether são também grandezas conjugadas. 
Independências (simetrias) físicas atreladas a uma das grandezas levam à conservação da grandeza conjugada, e vice versa .
É exemplo de par de grandezas conjugadas o tempo e a energia.

## Introdução
A determinação de um intervalo de tempo preciso pressupõe um mecanismo (o relógio) onde haja periodicidade de algum evento físico, onde haja um oscilador. Por construção a periodicidade do mecanismo oscilatório mostra-se intrinsecamente dependente da energia atribuída ao oscilador em cada ciclo. Relógios precisos têm mecanismos onde as energias fornecidas aos osciladores são muito bem controladas, de forma que cada oscilação dê-se sempre sob mesma condição de energia total, e por tal com o mesmo período. Perdas de energia nos mecanismos a cada ciclo devem ser meticulosamente repostas. Imprecisões no controle da energia total do oscilador levam à imprecisões na medida de intervalos de tempo (relógios imprecisos).
Energia e tempo são, por tal, grandezas ditas conjugadas.
Há de se ressaltar que a dependência é intrínseca. Qualquer que seja o relógio, deve-se buscar um controle preciso da energia do mecanismo oscilatório a fim de se ter um relógio preciso.
Em Mecânica formam outro par de grandezas conjugadas a posição e o momento linear (ou em termos menos rigorosos, a posição e a velocidade). Medidas precisas de posição requerem conhecimento preciso da velocidade em que o ponto em observação se move; e vice-versa.
Em termodinâmica são pares de grandezas conjugadas a pressão e o volume, bem como a entropia e a temperatura, a exemplo .

## Precisão limite em grandezas conjugadas
A Mecânica Quântica nos mostra que há um limite de precisão intrínseco à natureza - que em nada deriva-se das precisões dos instrumentos de medida - com a qual se podem definir o valor de uma grandeza e o de sua grandeza conjugada simultaneamente. Não se podem definir ambas as grandezas conjugadas simultaneamente com exatidão absoluta; quanto mais precisa mostrando-se a definição duma, mais incerta mostrando-se a medida simultânea da grandeza conjugada em proximidade aos limites naturais.
Reforça-se que há uma imprecisão mínima inerente à natureza, e não às precisões ou imprecisões dos aparelhos de medida em si.
Tal imprecisão natural mínima é expressa pelas relações de incerteza de Heisenberg. Segundo o Princípio da incerteza, para o par de grandezas conjugas tempo e energia, em termos da constante natural de Planck, h, a incerteza na medida da energia {\displaystyle \Delta E} e a incerteza na medida do tempo {\displaystyle \Delta t} se relacionam de tal forma que:
onde {\displaystyle \hbar } é a constante reduzida de Planck, ou seja, a constante de Planck (h) dividida por 2π.
Retomando o exemplo dos relógios, isso quer dizer em prática - já em nível atômico, onde não há atrito e onde valem as leis da Mecânica Quântica - que definir exatamente a energia de um sistema (colocá-lo em um autoestado de energia) de fato inviabiliza seu uso como relógio .
Importante perceber que essa imprecisão mínima natural para o produto acima geralmente é, contudo, ínfima perto daquela atrelada aos aparelhos de medida cotidianos; de forma que é sempre possível se construírem relógios de pulsos mais precisos (mais sincrônicos), diminuindo-se simultaneamente a incerteza na energia dos osciladores e a incerteza dos intervalos de tempo medidos, a saber.

## Princípio da Incerteza e Leis de Conservação
Atenção se deve tomar para o fato de se usar uma compreensão equivocada do Princípio da Incerteza a fim de se afirmarem eventuais violações de leis de conservação vinculadas a grandezas físicas, em vista incertezas diminutas em suas grandezas conjugadas. Caso típico ocorre no tocante à lei da conservação da energia .
Afirma-se que, por um tempo ínfimo mas preciso - fala-se no tempo de Planck - partículas poderiam simplesmente surgir do nada, sem fonte de energia requerida, desde que voltando à inexistência em seguida, de forma indetectável, dentro do tempo determinado. Afirma-se que, imposta a precisão no tempo, tem-se por conseguinte uma imprecisão muito grande na energia - embora o valor esperado seja zero no vácuo ideal - de forma que partículas são criadas em quantidades ilimitadas a partir do Princípio de Incerteza, gerando uma chuva de partículas virtuais, e logo depois destruídas; deixando para trás seus efeitos, em "momentâneas" violações do princípio da conservação da energia. Importante notar que se afirma que essa energia criada do Princípio da Incerteza gera efeitos externos permanentes e detectáveis, especificamente aqueles derivados das presenças das partículas.
O Princípio da Incerteza faz referência às incertezas com a quais se determinam e se medem, de forma probabilística e estatísticas, simultaneamente, grandezas observáveis e relacionadas ,  mas não afirma que, no limite natural, por se escolher arbitrariamente uma com enorme ou absoluta precisão, pode-se ter a outra a bel prazer. Afirma apenas que, verificada a precisão da primeira, não se está a determinar ou medir a outra .
O Princípio da incerteza não estabelece a tão desejada fonte infinita ou inesgotável de energia. De fato, nem sequer é uma possível fonte de energia .
Afirmar que partículas ou energia surgem simplesmente do nada não é correto. Em particular, há mais que uma energia de ponto zero no vácuo; flutuações de energia ocorrem às custas de energias preexistentes, e interações entre radiação e matéria são descritas pelo Efeito Compton.
A qualquer instante, em qualquer interação, valem as leis de conservação. Violações destas, mesmo que por intervalos ínfimos, são abusos na compreensão dos princípios .
A Lei da Conservação da Energia não é violável em vista o Princípio da Incerteza . Igualmente não se deve violar a Lei de Conservação do Momento Linear em vista uma incerteza ínfima em medidas da posição.